# Kees Schoonenbeek

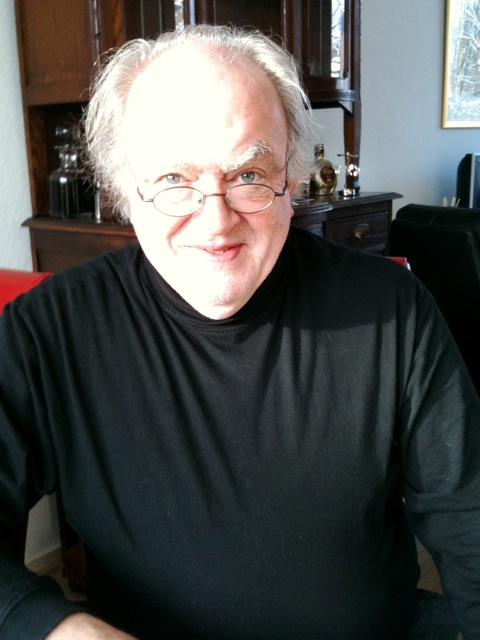
Kees Schoonenbeek

Kees Schoonenbeek (* 1. Oktober 1947 in Arnhem, Niederlande, Aussprache: kä:s sxo:unenbe:ik) ist ein niederländischer Komponist, Organist und Dirigent.
1963–1969 studierte Schoonenbeek am damaligen Musiklyzeum (heute: Konservatorium) in Arnheim Klavier bei Noor Relijk.  1971–1976 schloss er am Konservatorium von Brabant (heute Fontys Conservatorium) in Tilburg ein Studium der Komposition und Musiktheorie bei Jan van Dijk an. Dort erhielt er 1978 einen Kompositionspreis.
1975–1977 war er Dozent für Musiktheorie am Konservatorium von Brabant, 1977–1980 Mitglied der Fachgruppe Musikwissenschaft an der Universität von Amsterdam. 1980 kehrte er an das Konservatorium von Brabant als Dozent für Komposition, Musiktheorie und Instrumentierung zurück.
Der Schwerpunkt seiner akademischen Tätigkeit liegt in den Fächern Komposition, Musiktheorie, Arrangieren und Orchestrierung.
Als Komponist versucht Kees Schoonenbeek, ein relativ breites Publikum zu erreichen. Vorzugsweise erstellt er Auftragsarbeiten, bei denen die Anpassung an die Zielgruppe und deren Bedürfnisse im Vordergrund stehen. Diese Bereitschaft hat ihn zu großer Aktivität auf dem Gebiet der Blasmusik geführt, für das er zahlreiche Werke für verschiedene Besetzungen und Schwierigkeitsgrade komponiert hat.
1983 erhielt Schoonenbeek den Musikpreis der Stadt Lochem für sein Werk für Orchester 'Tristropha' und 2002 den dritten Preis, 1. Kategorie des Kompositionswettbewerbs für Harmonieorchester von Corciano, Italien für 'The Black Light'.